# 中華人民共和國政府對2019年和2021年加拿大聯邦大選的干涉

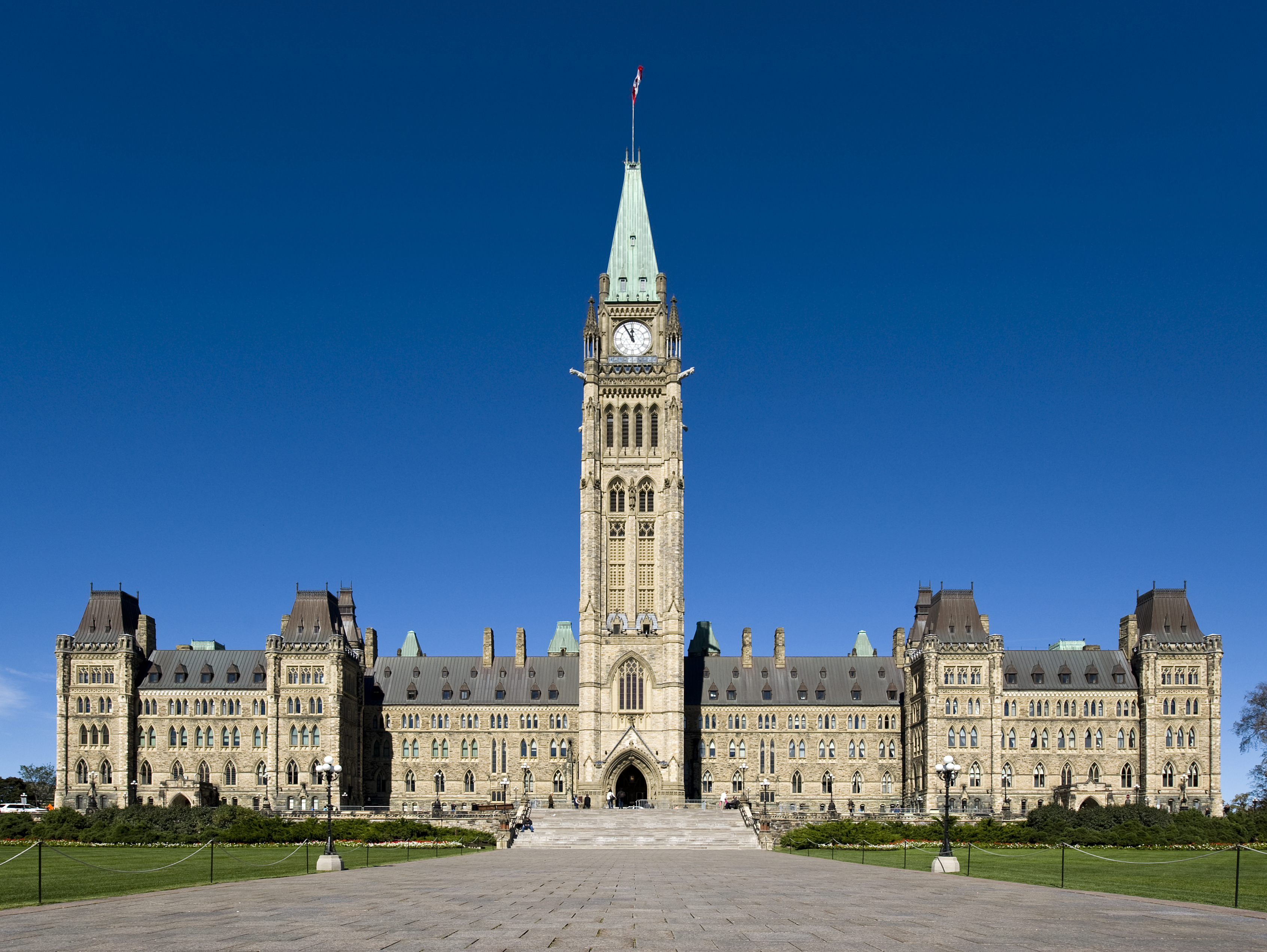
加拿大國會

2022年下半年，据全球多家媒體報道中國共產黨與中華人民共和國曾在2019年加拿大聯邦大選中透過其在加拿大的網絡，資助了一批國會候選人以試圖滲透加拿大國會。

## 干涉企圖
中华人民共和国政府干預加拿大2019年選舉的企圖，由加拿大環球新聞在2022年11月7日所發佈的一份報道中被首先披露。
該報道來源指出中國共產黨在加拿大的代理人網絡動用了約25萬加元資助了一名國會候選人和一名安大略省省議會成員。 收受了這筆政治獻金的成員當中，有至少11名國會候選人及其競選活動的組織人員。 此外該報道還進一步指出收受中华人民共和国政府資助的國會候選人均來自加拿大自由黨和加拿大保守黨，另外這些人中不乏有“知情的中共附屬人士”（witting affiliates of the Chinese Communist Party）。
另据加拿大媒體報道，有關中华人民共和国政府干涉加拿大選舉的細節已於2022年1月被加拿大安全情報局（CSIS）上呈給時任加拿大總理賈斯汀·杜魯多及其内閣成員。 CSIS雖并未在報告中指出中华人民共和国政府此次對加拿大大選的干預是否起到了其所預期的效果——但報告指出了加拿大相較其他國家政府而言更容易受到中华人民共和国政府的干預。据加拿大枢密院办公室（PCO）公布一份2017年由国家安全部撰写的文件称，中国对加拿大的颠覆活动在2019年大选之前就已发生。文件还预示了未来5年内类似的指控，表明中國官员正积极推行一项接触战略，以影响加拿大的官员，藉此削弱加拿大的安全与加拿大机构的完整性。这些指控是高级情报官员提供的许多文件和口头简报之一，以警告中国对加拿大政党和选举的渗透。

## 涉及此次事件的中華人民共和國黨政部門

### 中華人民共和國駐多倫多總領事館
根據加拿大環球新聞的報道：中國駐多倫多總領事館在此次選舉干涉事件中負責約25萬選舉資金的流向。 也同時指出了該總領事館的一名成員指令加拿大一不知名國會候選人的競選團隊成員來負責干預及監視該候選人的競選活動。這其中就包括阻止這名候選人與來自台灣的代表會面。

### 中共中央統一戰綫工作部
報道指出，在這涉嫌受中共政府資助的國會候選人中——有數名曾與中共中央統一戰綫工作部的官員會面。加拿大安全情報局的文件指出統一戰綫工作部的活動受到中華人民共和國國家安全部的進一步支持，中共中央統戰部的成員通過中华人民共和国設立在加拿大的各個領事及總領事館來進行干預活動。

## 反應
儅媒體詢問CSIS對加拿大環球新聞這篇報道的評論時，CSIS表示他們以查清中华人民共和国政府在加拿大所施加的影響，包括其在競選過程中通過資金援助所實施的干預行爲。
加拿大時任總理賈斯汀·杜魯多表示儘管中华人民共和国政府“繼續對我們的民主國家體制進行攻擊”，其領導的自由黨政府已經采取措施來打擊“來自外國對我國民主及其體制的干預”。加拿大自由党随着在该如何防范的问题上在加拿大下議院受到追问。杜魯多于11月21日在突尼斯举办的法语国家峰会结束后演讲回应称，他只是从媒体报导得知了这一具体指控，他并未知道在2019年联邦大选中受到中华人民共和国政府资助的候选人身份。但也强调，他定期从情报和安全官员得到简报，并已要求官员审查这些媒体报道和调查此事。
來自加拿大國會議員所組成的跨黨派團體發出請求，要求加拿大國會就環球新聞報道中所指出的，中华人民共和国政府在2019年加拿大聯邦大選中采取的干預行動召開緊急會議。
2022年11月15日，在印尼巴厘岛出席二十国集团领导人峰会的加拿大总理特鲁多与中华人民共和国领导人习近平进行非正式会谈，期间特鲁多对中华人民共和国干涉加拿大大选的问题向习近平表示“严重关切”。隔日，两国领导人又进行了短暂交谈，习近平对加拿大报纸披露两人会谈内容表示不满，以面露不悦的态度向特鲁多称“这不是对待谈话的应有方式，否则就不好说了”，两人道别后习近平在传媒镜头前又补上一句“很天真”。

## 來自中华人民共和国政府類似的干涉行動
在2021年加拿大聯邦大選的1年以後，時任保守黨領袖艾林·奧圖爾指責中华人民共和国政府對該屆選舉的干涉是導致該黨敗選的原因之一：他在2022年接受内坦尼爾·厄斯金·史密斯的“UnCommons”電臺采访时稱，與中共存在關聯的加拿大新聞媒體可能使保守黨在此次選舉中丟掉了“至多八到九個席位”。
奧圖爾的觀點得到了加拿大保守黨議員兼反對黨外交事務評論員莊文浩的支持。來自麥吉爾大學的一篇報告中指出，莊文浩在保守黨還就因最初證據不足而對公開指責中华人民共和国政府在投票過程中的干預躊躇不定時，就確信“身在北京的中共領導層對加拿大此次選舉的干預確有其事，其通過下轄的中文媒體平臺代理人對保守黨候選人發動信息戰並導致數個保守黨候選人敗選”。如來自不列顛哥倫比亞省史提夫斯頓－列治文東選區的保守黨候選人趙錦榮就曾被懷疑遭到來自中华人民共和国政府在當地華人華僑中常用的微信平臺上發起的信息戰而敗選。